# Cytherea cinerea
Cytherea cinerea är en tvåvingeart som beskrevs av Fabricius 1805. Cytherea cinerea ingår i släktet Cytherea och familjen svävflugor.
Artens utbredningsområde är Marocko. Inga underarter finns listade i Catalogue of Life.